# Elena Scarpellini
Elena Scarpellini (ur. 14 stycznia 1987 w Bergamo) – włoska lekkoatletka specjalizująca się w skoku o tyczce.

## Osiągnięcia
- złoty medal europejskich igrzysk młodzieży szkolnej[1] (Mediolan 2004)
- brązowy medal mistrzostw Europy juniorów (Kowno 2005)
- 9. miejsce w eliminacjach podczas halowych mistrzostw świata (Doha 2010)
- mistrzyni kraju w różnych kategoriach wiekowych

## Rekordy życiowe
- skok o tyczce – 4,36 (2008)[2]
- skok o tyczce (hala) - 4,35 (2009)